# Алчевський Микола Кирилович
Микола Кирилович Алчевський (1833 — 1889) — український громадський діяч, підприємець, меценат.

## Життєпис
Народився 1833 року у родині дрібного купця-бакалійника Кирила Федоровича Алчевського та його другої дружини Анастасії Максимівни.
Здобув освіту в Харківському університеті. У 1865—1877 роках — гласний Харківського губернського та Сумського повітового земств. У 1868—1877 — член Сумської земської управи, у 1874—1877 роках — голова Сумської земської управи. Агент Харківського земельного банку в Сумах. Опікун земських шкіл. Помер 1889 року. 

## Родина
- Батько Алчевський Кирило Федорович — дрібний купець-бакалійник, титар Покровської церкви в Сумах.
- Брат Алчевський Олексій Кирилович — український промисловець, банкір, громадський діяч, меценат.